# LY-233,053
LY-233,053 je antagonist NMDA receptora.